# Solanum pseudoquina
Solanum pseudoquina är en potatisväxtart som beskrevs av Augustin François César Prouvençal de Saint-Hilaire.
Solanum pseudoquina ingår i släktet skattor som ingår i familjen potatisväxter. Inga underarter finns listade i Catalogue of Life.